# 俺たちに明日はない
『俺たちに明日はない』（おれたちにあすはない、原題：Bonnie and Clyde）は、1967年製作のアメリカ映画。世界恐慌時代の実在の銀行強盗であるボニーとクライドの、出会いと逃走を描いた犯罪映画。
アメリカン・ニューシネマの先駆的作品の1つであり、画期的な映画と見なされている。映画における多くのタブーを破ったことで、カウンターカルチャーを支持する人々にとってのスローガン的作品（rallying cry）と見なされた。この成功により他の映画製作者は、自分の映画でセックスと暴力を表現することにオープンになった。映画のエンディングは「映画史上最も血なまぐさい死のシーンの1つ」として象徴化された。
本作は第40回アカデミー賞助演女優賞（エステル・パーソンズ）と最優秀撮影賞を受賞した。1992年には、「文化的、歴史的、美術に重要」としてアメリカ国立フィルム登録簿に選ばれた。

## あらすじ

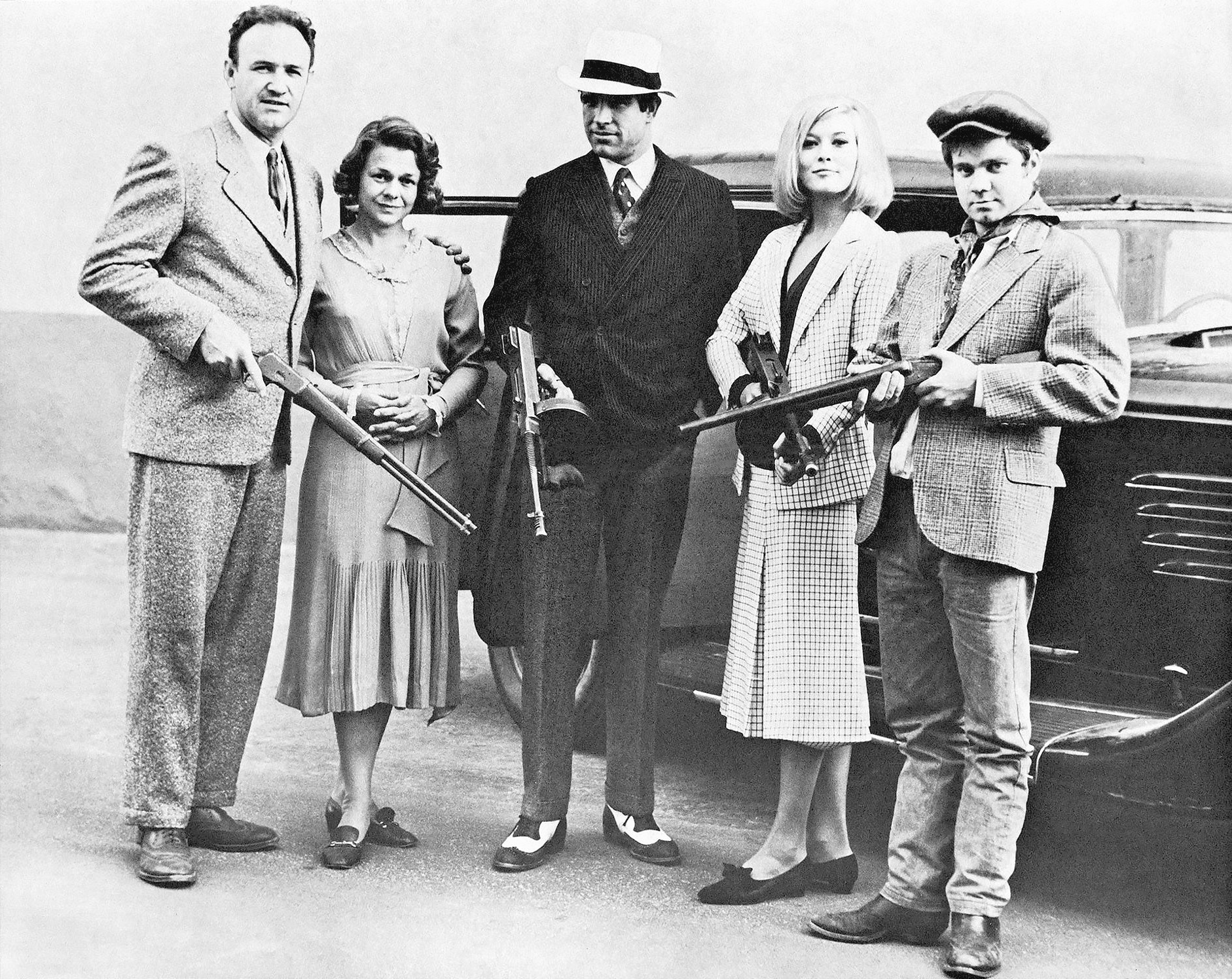
左からジーン・ハックマン、エステル・パーソンズ、ウォーレン・ベイティ、フェイ・ダナウェイ、マイケル・J・ポラード

クライド・バロウは刑務所を出所してきたばかりのならず者。平凡な生活に退屈していたウェイトレスのボニーはクライドに興味を持ち、クライドが彼女の面前で食料品店の強盗を働くことで更に刺激される。二人は車を盗み、町から町へと銀行強盗を繰り返すようになる。
やがて、頭の鈍いガソリンステーションの店員C・W・モス（マイケル・J・ポラード）が車の整備係として仲間入りする。更にクライドの兄バック（ジーン・ハックマン）と彼の妻ブランチ（エステル・パーソンズ）も一行に加わり、ボニーとクライドの強盗団はバロウズ・ギャングとして新聞で大々的に報道されるようになる。貧しい銀行の客からは金を奪わないそのスタイルは、世界恐慌時代のロビン・フッドとして持て囃された。
強盗団は捜査の網を掻い潜り逃走を続けていた。ある日、彼らはテキサス・レンジャーの一人ヘイマーを捕らえ、彼を辱めたのち手錠を掛けて池に漂流させる。一仕事を終えた後に空き家で寛いでいた強盗団は、テキサス・レンジャーたちに襲撃された。バックとブランチは逮捕され。ボニーとクライドも銃弾を受けるが、辛くもC・Wと共に逃走する。隠れ家を求めてボニーとクライドは、強盗団の中で唯一身元が判明していないC・Wの父親であるアイヴァン・モスの農場を訪ねる。一行はそこで傷が癒えるまで潜伏することになった。
アイヴァンの農場で束の間の安息を楽しむボニーとクライド。二人はここで初めて情を交わす。一方その頃、警察に拘留中のブランチは、復讐に燃えるヘイマーに言葉巧みに誘導尋問され、C・Wの本名を喋ってしまう。また、ボニーとクライドを匿うアイヴァンも内心は二人のことを快く思わず、我が子可愛さに警察と司法取引を交わす。
怪我から回復した後、買い物をするため隠れ家から出てきたボニーとクライドは、待ち伏せしていたヘイマーたちの一斉射撃を浴びて絶命するのだった。

## 登場人物
クライド・バロウ
ならず者。刑務所を出てすぐ、ボニーの家の車を盗もうしたことから彼女と知り合う。ボニーと意気投合し、銀行強盗・殺人を繰り返す。
ボニー・パーカー
テキサスの田舎町でウェイトレスとして働いている女性。出所したクライドとの出会いから犯罪に惹かれ、彼と行動を共にする。
C・W・モス
愚鈍だが車に詳しい不良青年。貧しい農家の息子。ボニーとクライドにスカウトされる。
バック・バロウ
クライドの兄。途中で家に訪れたクライドと合流し、妻ブランチと共に犯罪に手を染める。
ブランチ・バロウ
バックの妻。牧師の娘でボニーとは反りが合わない。最後に両眼を負傷して、重要な役割を演ずる。
フランク・ヘイマー
テキサス・レンジャーの隊長。ボニーとクライドに捕まり恥を晒す。それ以降執拗に強盗団を追いかける。
ユージン・グリザード
ボニーとクライドに車を盗まれた青年。連中を追いかけたが逆に捕まり、同じ車に乗せられる。職業は葬儀屋。
ベルマ・デービス
ユージンの恋人。彼と一緒にクライドたちの車で連れ回されることになる。
アイヴァン・モス
妻を亡くした農夫。犯罪に手を染めた息子C・Wを救うため警察と取引をする。

## キャスト
| 役名             | 俳優                   | 日本語吹替 |
| 役名             | 俳優                   | NET版 （追加録音部分） |
| ---------------- | ---------------------- | --- |
| クライド         | ウォーレン・ベイティ   | 野沢那智 （内田夕夜） |
| ボニー           | フェイ・ダナウェイ     | 平井道子 （小林優子） |
| C・W・モス       | マイケル・J・ポラード  | 朝倉宏二 |
| バック           | ジーン・ハックマン     | 大平透 （福田信昭） |
| ブランチ         | エステル・パーソンズ   | 寺島信子 （渡辺美佐） |
| フランク         | デンヴァー・パイル     | 大木民夫 |
| マルコム         | ダブー・テイラー       | 寄山弘 |
| ヴェルマ         | エヴァンス・エヴァンス | 恵比寿まさ子 |
| ユージン         | ジーン・ワイルダー     | 野田圭一 |
| 不明 その他      |                        | 杉田俊也 清川元夢 渡辺典子 北村弘一 今西正男 島木綿子 矢田稔 たてかべ和也 緑川稔 緒方敏也 神谷明 仲木隆司 槐柳二 石森達幸 加藤正之 稲葉まつ子 追加録音キャスト 吉柳太士郎 |
| 日本語版スタッフ |                        | |
| 演出             | 演出                   | 春日正伸 |
| 翻訳             | 翻訳                   | 進藤光太 |
| 調整             | 調整                   | 山田太平 |
| 効果             | 効果                   | PAG |
| 制作             | 制作                   | 日米通信社 |
| 解説             | 解説                   | 淀川長治 |
| 初回放送         | 初回放送               | 1974年1月16日 『日曜洋画劇場』 |

※2016年3月22日にWOWOWでカット部分を追加録音したものが放送。出演者の大半が故人だったので、各声優の部分は別の声優が代役を務めている。なお当初はバック役の大平透のみ再登板が予定されていたものの、大平の体調不良で実現がかなわなかった（初回放送の半月後に逝去）。

### サウンドトラック盤
- フラット&スクラッグス「フォギー・マウンテン・ブレイクダウン」
- チャールズ・ストラウス

## 製作
1960年代に『エスクァイア』で編集者をしていたデヴィッド・ニューマンとロバート・ベントンが、ボニーとクライドを扱った本に感銘を受けたのが映画製作の始まりである。ニューマンとベントンは共同でボニーとクライドを主役にした映画の脚本を執筆、二人が書き上げた脚本を読んで心を動かされた映画俳優のウォーレン・ベイティが脚本の映画化を決意した。映画化にあたり、ベイティは作品のプロデューサーを担当することになった。
映画のプロデューサーになったベイティは、当初ヌーヴェルヴァーグの旗手として知られていたフランソワ・トリュフォーを監督候補に考えていた。トリュフォーもこの企画に対して深く興味を示したが、撮影が始まる際に長年の念願だった『華氏451』の製作が決まり、彼はそちらを監督するためにプロジェクトから離脱した。次に映画製作者たちは新たな監督候補としてジャン＝リュック・ゴダールに接近したが、結局これも合意には至らなかった。最終的にアーサー・ペンが監督を担当することで映画の撮影が開始された。また、当初ベイティはプロデューサーに専念する予定で、主役の一人であるクライド・バロウ役は、ボブ・ディランが史実のクライドに面影や雰囲気が似ている事からベイティは彼にオファーした。しかしディランは出演を承諾する事はなく納得できるキャストがみつからずベイティ自身が結果的に演じることになった。

## 公開
映画は1967年8月4日にモントリオール映画祭（現在のモントリオール世界映画祭とは別のもの）で先行上映された後、同年8月13日に全米公開された。ワーナー・ブラザースは最初この映画を「B級映画」としか考えておらず、ドライブインシアター用の映画としてか、もしくは少数の映画館で限定上映しようとしていた。しかし公開されるや否やその斬新な内容が批評家たちに絶賛され、また映画に共感した若者たちが次々と上映館に集まりだした。これが良い宣伝になり映画の上映規模は大幅に拡大、最終的に大規模なヒット作になった。ワーナー・ブラザースはこの映画の成功をほとんど予測していなかったので、ベイティにプロデューサーとしての最低賃金を払う代わりに、映画の利益の40%を支払うという前代未聞の条件を提示していた。結局この映画は5000万ドル以上を売り上げ、ベイティも一財産を築くことになった。

## 評価
『俺たちに明日はない』は、アメリカン・ニューシネマの先駆けとして、アメリカ映画史上特別な地位を占める作品である。悲惨な最期を遂げる犯罪者を主役に据えたこと、銃に撃たれた人間が死ぬ姿をカット処理なしで撮影したこと（映画中盤でクライドに撃ち殺された銀行員がその最初の例とされる）、オーラルセックスやインポテンツを示唆するシーンを含めたことは、1960年代当時としては衝撃的なものだった。特に映画のラストシーンで87発の銃弾を浴びて絶命するボニーとクライドの姿（通称「死のバレエ」）は、当時の若者の反響や後続の映画製作者に大きな影響を与えた。
本作は映画公開後も、その反体制的な内容や暴力性、犯罪者がヒーローであるストーリーから、保守的な評論家からの非難に晒された。特に当時『ニューヨーク・タイムズ』の批評家だったボズレー・クラウザーの批判は過激で、映画を酷評するレビューを3回も掲載したという。しかし『ザ・ニューヨーカー』の批評家ポーリン・ケールや、当時駆け出しの映画評論家だったロジャー・イーバートが映画を賞賛したことで風向きが変わり、結果1960年代のアメリカ映画を代表する傑作として認知されるようになった。数か月後にクラウザーは『ニューヨーク・タイムズ』の批評家を更迭されたが、一説にはこの時『俺たちに明日はない』を酷評したことが辞任に繋がったとも言われている。
『俺たちは明日はない』は1992年にアメリカ国立フィルム登録簿に登録された。1998年にアメリカン・フィルム・インスティチュート（AFI)が選んだアメリカ映画ベスト100中第27位、2007年に更新されたアメリカ映画ベスト100の10周年エディションではベスト100中第42位にランクインした。2005年には同協会によって、クライドが職業を明かす作中の台詞「銀行強盗をやってるんだ」（原文：We rob banks）がアメリカ映画の名セリフベスト100中第41位に選出された。

## 受賞歴
1967年度のアカデミー賞では作品賞を含む10部門にノミネートされた。そのうちエステル・パーソンズが助演女優賞を、バーネット・ガフィが撮影賞をそれぞれ受賞した。映画でボニーを演じたフェイ・ダナウェイは一躍知名度を高め、マイケル・J・ポラードと共に英国アカデミー賞の新人賞を受賞した。また、日本では1968年度のキネマ旬報外国映画ベスト・テン第1位に選出された。

### アカデミー賞受賞/ノミネート
| 受賞           | 人物                                      |
| 助演女優賞     | エステル・パーソンズ                      |
| 撮影賞         | バーネット・ガフィ                        |
| ノミネート     |                                           |
| 作品賞         | ウォーレン・ベイティ                      |
| 監督賞         | アーサー・ペン                            |
| 主演男優賞     | ウォーレン・ベイティ                      |
| 主演女優賞     | フェイ・ダナウェイ                        |
| 助演男優賞     | ジーン・ハックマン マイケル・J・ポラード  |
| 脚本賞         | デヴィッド・ニューマン ロバート・ベントン |
| 衣装デザイン賞 | セオドア・ヴァン・ランセル                |

## エピソード
- ウォーレン・ベイティは、当時恋人だったフランス人女優、レスリー・キャロンをボニー役に推薦した[13] が、結局は監督のアーサー・ペンがフェイ・ダナウェイに決めた。
- ラストシーンを演じたダナウェイは、車から落ちないように足をシフトレバーに固定して撮影した[9]。
- この映画でダナウェイが着用するためのベレー帽が、何千と世界中から集められた。公開後、彼女が身に付けていたベレー帽が大流行した[10]。
- ダナウェイのスタンドインを、当時16歳のモーガン・フェアチャイルドが担当していた。
- ボニーの候補には、ナタリー・ウッド、ジェーン・フォンダ、チューズデイ・ウェルドからベイティの身内のシャーリー・マクレーンまでが候補にあがっていた[13]。
- 作中でボニーとクライドが『Gold Diggers of 1933』を映画館で見ているシーンがある。
- 映画監督のサム・ペキンパーは、『ワイルドバンチ』の公開の2年前に、スローモーションによる強烈なバイオレンスを本作で観て、先を越されてしまった悔しさからか、『ワイルドバンチ』の撮影現場で「俺たちで『俺たちに明日はない』を葬り去ってやる！」と、ペキンパーが何百もの弾着を仕掛けながらそう言っていたと衣装係のゴードン・ドーソンは回想し、また『俺たちに明日はない』と『ワイルドバンチ』のバイオレンス描写はペキンパーとペンが尊敬している黒澤明の『七人の侍』と『椿三十郎』を手本にしたものである[14]。
- 脚本家の上原正三が書いた『ワイルド7』の『200 km/h心中』は本作『俺たちに明日はない』を原点にした作品であり、文化批評家の切通理作の著書『怪獣使いと少年 ウルトラマンの作家たち 金城哲夫・佐々木守・上原正三・市川森一』で切通も指摘している[15]。
- アーサー・ペンは、朝日新聞日曜版「世界シネマの旅」（1990年-）のインタビューで、記者から日本版の『俺たちに明日はない』というタイトルを教えられて「ぴったりのタイトルですね」と好意的な評価をしており、逆にイタリア公開時の Gangster Story というタイトルには不満を示している[16]。
- ボニー・パーカーの母親役メイベル・カビット（1900年11月26日 - 1988年11月26日）は、テキサス州レッドオークの学校の先生だったが、撮影の現場で母親役としてキャスティングされた。

### 史実と映画の相違点
- C・W・モスのキャラクターは、2人の実在の強盗団のメンバーを合わせたキャラクターである。
- 史実のボニー・パーカーは身長が４フィート11インチ（約150cm）と伝えられており、映画でボニーを演じたフェイ・ダナウェイより20cmも低かった。
- 最期は隠れ家から出て来たところを一斉射撃されるのではなく、愛車フォードV8で逃走中にルイジアナ州で待ち伏せされ一斉射撃された（ボニーとクライド#待ち伏せと死）。